# Yari (gruppo etnico)
Gli Yari (o Yarí) sono un piccolo gruppo etnico della Colombia, con una popolazione stimata di circa 700 persone che parlano la lingua Yari (codice ISO 639: YRI).
Vivono vicino alle cascate di El Capitán, sul fiume Yarì (da cui l'etnia prende il nome), nella dipartimento colombiana di Caquetá.